# История Пугачёва
«Исто́рия Пугачёва» («История Пугачёвского бунта») — историческая монография А. С. Пушкина о событиях крестьянской войны 1773—1775 годов под предводительством Емельяна Пугачёва. Первое крупное научно-историческое произведение А. С. Пушкина.
Возникновение замысла исторического труда о событиях Пугачёвщины является предметом споров литературоведов и исследователей биографии Пушкина. В начале своей работы над документами исторических архивов поэт заявлял о планах создания биографий Петра Великого и полководца Александра Суворова. Многие пушкиноведы расходятся в мнениях — были эти заявления попыткой скрыть истинные планы поэта или Пушкин переключился на пугачёвскую тему по мере знакомства с заинтересовавшими его документами. Предметом споров является также вопрос о том, был ли исторический труд самостоятельным замыслом, либо он был лишь ответвлением от работы над замыслом большого исторического романа, работа над которым началась в это же время, и для которого монография должна была стать историческим предисловием. Работа Пушкина была затруднена недоступностью для него многих исторических документов, в частности, следственного дела Пугачёва и его сообщников. Тем не менее, в первой половине 1833 года поэт собрал и изучил значительный свод работ историков — печатных и рукописей, а также провёл значительные изыскания в доступных для него архивных делах. Большим этапом в работе над монографией стала поездка в августе — сентябре 1833 года по местам пугачёвского восстания и сбор показаний живых свидетелей тех событий. Беседы с очевидцами дали Пушкину возможность оценить подлинные народные настроения, причины восстания и первых его успехов, оценить глубину личности самозванца и его соратников. Пушкин отложил работу над историческим романом, решив сосредоточиться над завершением «Истории Пугачёва». Работа была завершена осенью 1833 года и представлена в декабре императору Николаю I для получения разрешения к публикации. Николай одобрил труд, сделав лишь несколько стилистических замечаний и потребовав изменить название на «Историю Пугачёвского бунта».
Для публикации, кроме своей монографии, Пушкин подготовил том использованных им исторических записок и выписок из архивов, включая документы восставших и дневниковые записи участников подавления восстания. «История Пугачёвского бунта» поступила в продажу в декабре 1834 года. Историческая работа Пушкина не оправдала его надежд на коммерческий успех и ещё более усугубила его финансовое положение. Книга вызвала неоднозначные критические отклики в печати и у публики. Часть современников поэта считала, что Пушкин-художник в «Истории…» берёт верх над Пушкиным-историком, другие же сетовали на чрезмерную сухость и лаконичность пушкинского слога. «История Пугачёвского бунта» стала первой попыткой всестороннего исследования этого грандиозного события в истории России, и долгое время единственной. Исследования художественных особенностей и исторических деталей, стоящих за строками его монографии, составляют отдельную ветвь современной пушкинистики.

## История создания

### Возникновение замысла и работа в архивах
Интерес Пушкина к историческим исследованиям проявился задолго до появления первых замыслов на тему пугачёвщины, с середины 1820-х годов, периода работы над «Борисом Годуновым», «Арапом Петра Великого» и «Полтавой». Позже в планах поэта были и исторические очерки «История Малороссии» (1829—1831) и «История французской революции» (1831). К лету 1831 года, когда при содействии друзей Пушкина В. А. Жуковского, А. О. Россет, Е. М. Хитрово его проблемы при петербургском дворе были улажены и положение в высшем свете упрочилось, сам поэт в письме к Бенкендорфу сообщил о своём желании заняться изучением истории Петра Великого и его наследников, для чего просил позволения работать в правительственных архивах. Император Николай благосклонно отнёсся к этой просьбе и вскоре Пушкин был принят на службу в Министерство иностранных дел с правом работать в архивах.
Пушкин приступил к поиску материалов по истории Петра в библиотеке Эрмитажа и в правительственных архивах с начала 1832 года, но вскоре его внимание заняла другая тема — тема народного восстания времён Екатерины II. Многие исследователи считают, что этому способствовали прокатившаяся по России волна народных выступлений 1830—1831 годов — холерные бунты и восстания военных поселенцев, а также революционные события в Европе, особенно Французская революция 1830 года.
В феврале 1832 года Николай I, помня об обещании заняться историей Петра, передал Пушкину через Бенкендорфа недавно изданное «Полное собрание законов Российской империи», в котором собраны указы Петра I и его преемников, при изучении которых Пушкин обратил внимание на множество материалов эпохи Екатерины II, связанных с восстанием Пугачёва. Особый интерес поэта вызвал приговор — «Сентенция 1775 года января 10. О наказании смертной казнию изменника, бунтовщика и самозванца Пугачёва и его сообщников». Среди многих имён Пушкина заинтересовало имя Михаила Шванвича — дворянина известной в Петербурге фамилии, приговорённого к гражданской казни и ссылке за то, что, согласно приговору, «предпочёл гнусную жизнь честной смерти». В планах Пушкина возник замысел произведения о дворянине — участнике пугачёвского восстания.
Замысел произведения на тему пугачёвского восстания возник у Пушкина не позднее сентября 1832 года; 30 сентября в письме к жене он написал: «Мне пришёл в голову роман, и я вероятно за него примусь». Для своей повести о дворянине-отступнике Шванвиче он первоначально нашёл сюжет в рассказе своего приятеля П. В. Нащокина о том, как тот видел в остроге «одного белорусского небогатого дворянина, по фамилии Островский, который имел процесс с соседом за землю, был вытеснен из именья и, оставшись с одними крестьянами, стал грабить, сначала подьячих, потом и других». И 2 декабря 1832 года Пушкин сообщил Нащокину: «… честь имею тебе объявить, что первый том Островского кончен <…> Я написал его в две недели, но остановился по причине жестокого романтизма…» В январе 1833 года он продолжил работу над ним, но завершив намеченную вторую часть произведения (которое осталось «в карандаше» и было опубликовано после смерти автора — в 1842 году под названием «Дубровский») и, видимо, не удовлетворённый им, снова возвратился к преданию о личности Шванвича — офицера, оказавшегося в опале и перешедшего к Пугачёву, но помилованного «императрицей по просьбе престарелого отца, кинувшегося ей в ноги». В «Альбоме без переплёта» 31 января Пушкин записал план романа. В это время Пушкиным, на основе немногочисленных доступных ему публикаций о пугачёвском восстании, был записан фрагмент «Между недовольными Яицкими казаками в конце 1771-го года явился Емельян Пугачёв…». Пушкиновед Петрунина в серии своих трудов, посвящённых «Истории…» и роману «Капитанская дочка», выдвинула гипотезу, что согласно типологии исторического романа первой трети XIX века и по ряду других косвенных данных, Пушкин планировал предпослать роману историческое введение о событиях крестьянской войны 1773—1774 годов, на фоне которой развёртывается повествование, для такого введения и мог предназначаться указанный набросок.
Из общения с М. Д. Деларю, отец которого был начальником архива Инспекторского департамента Военного министерства Пушкин узнал, что на секретном хранении в архиве имеются документы, связанные с Пугачёвским восстанием. На балу у Филькемонов, 6 февраля, Николай I пожелал узнать у Пушкина, как продвигаются его исторические труды. И эту ситуацию Пушкин использовал, чтобы получить доступ к секретным архивам: он попросил разрешения на просмотр документов, связанных с деятельностью генералиссимуса Суворова, и, в частности, с его участием в подавлении пугачёвского бунта. По мнению ряда пушкиноведов, Пушкин не хотел раньше времени раскрывать истинной цели своих архивных изысканий и имя Суворова было необходимо для получения допуска к архивам. Уже 25 февраля из Военного министерства на квартиру Пушкина был доставлен пакет документов, в котором оказалось три тома: в одном — донесения Суворова за 1789—1791 года. В двух других томах, содержавших около тысячи листов, находились документы Секретной экспедиции Военной коллегии о пугачёвском восстании — 783 документа, из которых 122 Пушкин впоследствии скопировал или законспектировал. Многие эпизоды восстания Пушкин почти дословно включит в «Историю Пугачёва». Доставленные Пушкину 8 марта документы из московского отделения архива не содержали необходимых писателю сведений и он сделал в Военное министерство новый запрос — о донесениях генерала А. И. Бибикова и рапортах «…Князя Голицына, Михельсона и самого Суворова». В ожидании ответа он обратился к историческим и этнографическим трудам: «Топографии Оренбургской» П. И. Рычкова, труды А. И. Левшина, В. Д. Сухорукова и Н. Я. Бичурина. Уже в конце этого же месяца Пушкину были предоставлены ещё восемь томов, содержавших около 2800 рукописных документов 1774 года.
Подготовительные материалы к первой главе «Истории Пугачёва» были помечены Пушкиным 17 апреля. Исследователи отмечают, что ещё 25 марта, Пушкин, законспектировав книгу И. П. Рычкова «Топография Оренбургская», пометил на обложке, куда вложил конспект: «Начало Яицких казаков», что можно рассматривать как начало написания «Истории Пугачёва». Остаток апреля и май Пушкин приводил в систему свои выписки из архивных документов, составляя последовательную хронику восстания. В этот период о работе Пушкина стало известно Н. В. Гоголю, который 8 мая написал Погодину «Пушкин почти кончил Историю Пугачёва. Это будет единственное у нас в этом роде сочинение <…> Интересу пропасть! Совершенный роман!» Черновой набросок эпилога был написан Пушкиным 22 мая 1833 года, но и после этого работа продолжалась очень интенсивно: дополнялась новыми материалами, исправлялась и перерабатывалась в течение всего 1833 и в начале 1834 года. В июле 1833 года он познакомился с рукописями Рычкова из коллекции Г. И. Спасского, которые позже опубликовал полностью в приложениях к «Истории Пугачёва».

### Поездка в Казань, Оренбург и Уральск
В процессе работы Пушкин посчитал совершенно необходимым посетить места событий и 22 июля 1833 года обратился с просьбой разрешить ему поездку в Казань и Оренбург. 29 июля, по поручению Бенкендорфа, начальник канцелярии III Отделения А. Н. Мордвинов в письме Пушкину попросил его о дополнительном разъяснении причин планируемого путешествия. В ответе Мордвинову Пушкин написал, что уже два года он был занят историческими изысканиями, отвлекавшими его от литературных трудов, что он хочет написать роман о событиях, имевших место в Оренбурге и Казани, «и вот почему хотелось бы мне посетить обе сии губернии». В первых числах августа Мордвинов направил докладную записку императору Николаю, в которой почти дословно повторил доводы Пушкина. На сохранившейся в архивах докладной записке сохранился автограф Бенкендорфа: «Государь позволяет». 7 августа Мордвинов известил Пушкина о полученном разрешении на поездку, 11 августа министр Несельроде на этом основании предоставил ему 4-месячный отпуск.
Получив желаемое разрешение, Пушкин 17 августа выехал из Петербурга. Он посетил Нижний Новгород, по дороге в Казань, в городке Васильсурске Пушкин записал рассказ о казни Пугачёвым командира местной инвалидной команды Юрлова, позднее использованный в тексте «Истории Пугачёва». Прибыв в Казань 5 сентября, весь следующий день Пушкин обходил места боёв мятежников с войсками казанского гарнизона. В Суконной слободе ему указали на известного в городе старика Бабина, свидетеля событий. Пушкин долго беседовал с ним в трактире, а затем в сопровождении Бабина прошёл к Арскому полю, где стояли пугачёвцы перед взятием города, Немецкому кладбищу, где Пугачёв расположил свою артиллерию, по улицам Суконной слободы. Вернувшись в гостиницу, Пушкин переписал набело все сделанные в записной книжке пометки, подробно изложив детали воспоминаний Бабина. 7 сентября поэт вновь проехал по местам боёв, делая пометки с их названиями, что дало ему зримое представление о топологии трагических событий, впоследствии изложенных в 7-й главе его исторического труда. Вечером этого дня Пушкин гостит у профессора Казанского университета К. Ф. Фукса, рассказавшего ему предание о помиловании самозванцем некоего пастора, в своё время давшего милостыню Пугачёву, находившемуся под следствием в казанском остроге. Пушкин привёл этот эпизод в «Истории Пугачёва», а позже обыграл мотив благодарности в сюжете «Капитанской дочки». После ужина Фукс повёз Пушкина к купцу Крупенникову, бывшему в плену у пугачёвцев и подробно рассказавшему об обстоятельствах грандиозного пожара, уничтожившего большую часть Казани в ночь после захвата её мятежниками. Позднее, в письме супруге, Александр Сергеевич написал, что «не напрасно посетил эту сторону».
9 сентября Пушкин прибыл в Симбирск, посвятив весь следующий день розыску старожилов, помнивших о временах пугачёвщины. 11 сентября поэт отправился в имение к Н. М. Языкову, но застал там лишь его старшего брата, Петра Михайловича, подробно пересказавшего Александру Сергеевичу все бытовавшие в Симбирске предания времён Пугачёва, а также подарившего ему полную рукопись неопубликованной работы П. И. Рычкова «Описание осады Оренбурга». Ранее Пушкин уже конспектировал этот документ с неполной копии, но теперь в его распоряжении оказался оригинальный 200-страничный текст Рычкова, ставший одним из главных его источников в работе над «Историей Пугачёва» и впоследствии полностью вошедший в том приложений к историческому труду. Позже, в Симбирске, поэт услышал и записал предание о трагической судьбе академика Ловица, казнённого при случайной встрече с армией самозванца.
15 сентября поэт выехал из Симбирска в Оренбург, его маршрут проходил через земли ставропольских калмыков, принявших активное участие в восстании, мордовские и чувашские деревни, крепости Алексеевскую, Сорочинскую, Переволоцкую, Татищеву и Чернореченскую, захваченные пугачёвцами осенью 1773 года. В Сорочинской Пушкин записал со слов 86-летнего казака Папкова речи мятежных яицких казаков после взятия крепости: «То ли ещё будет? Так ли мы ещё тряхнём Москвою?», использованные позднее и в «Истории Пугачёва», и в романе «Капитанская дочка». 18 сентября Пушкин прибыл в Оренбург, остановившись на загородной даче оренбургского генерал-губернатора В. А. Перовского, сюда же прибыл и В. И. Даль, вызвавшийся быть проводником Пушкина в оренбургских землях. Перовский распорядился оказывать Пушкину всяческое содействие, в частности, в селениях, куда он отправится — собирать к его приезду стариков, помнивших пугачёвщину. 19 сентября Пушкин и Даль отправились в Бердскую слободу — пугачёвскую столицу, где побеседовали с собранными стариками, осмотрели улицы слободы и дом, в котором жил Пугачёв во время осады Оренбурга. Поэту указали на старую казачку Арину Бунтову, в долгой беседе с которой Пушкин почерпнул множество ценных деталей о событиях времён восстания, впоследствии использованных им и в историческом труде, и в романе. Бунтова рассказала и о трагической судьбе дочери и супруги казнённых самозванцем комендантов пограничных крепостей Татьяны Харловой, ставшей наложницей Пугачёва и расстрелянной позднее казаками.
20 сентября Пушкин и Даль выехали в Уральск, эта поездка противоречила выданным проездным документам, где конечной точкой маршрута был обозначен Оренбург, но поэт посчитал необходимым проехать по местам, где пугачёвцы одерживали свои первые победы. В каждой из пограничных крепостей Верхне-Яицкой дистанции поэт беседовал с очевидцами тех событий. В Татищевой крепости особенно интересной собеседницей поэта оказалась 83-летняя казачка Матрёна Дехтярева, вдова пугачёвского атамана, рассказавшая новые подробности гибели коменданта крепости полковника Елагина с супругой и судьбы их дочери Татьяны Харловой. Чрезвычайно интересными и полезными стали почерпнутые в разговоре с Дехтяревой воспоминания о штурме крепости и о последовавших затем казней и церемонии присяги, ставшие основой для сцен штурма Белогорской крепости в «Капитанской дочке». По мнению исследователей творчества Пушкина, именно в эти дни в сознании поэта произошёл существенный сдвиг в творческих замыслах, все ранее заготовленные сюжетные линии будущего исторического романа не соответствовали реальности, всё больше деталей которой представали перед поэтом в эти дни. Контраст был столь велик, что Пушкин окончательно решил, что в ходе запланированного отпуска в Болдине он будет писать лишь «Историю Пугачёва», а роман должен быть отложен на время, о чём он упомянул в разговоре с Далем.

В тот же день 20 сентября Пушкин и Даль прибыли в Нижнеозёрную крепость. Среди стариков, собранных к их приезду, самым памятливым оказался 65-летний казак Иван Киселёв, чей отец был кумом коменданта Нижнеозёрной Харлова, казнённого Пугачёвым после взятия крепости мятежниками. Киселёв подробно рассказал о последних днях и часах Харлова, практически в одиночку пытавшегося противостоять отряду восставших казаков. Здесь же Пушкин записал отзывы о самозванце: «Грех сказать, говорила мне 80-летняя казачка, на него мы не жалуемся; он нам зла не сделал». Другой старик вспоминал: «Утром Пугачёв показался перед крепостию. Он ехал впереди своего войска. „Берегись, Государь, — сказал ему старый казак, — неравно из пушки убьют“». — «Старый ты человек, — отвечал самозванец, — разве пушки льют на царей?» Переночевав в Нижнеозёрной, следующим утром Пушкин выехал в Уральск, где его принимал наказной атаман уральских казаков В. О. Покатилов. 

Дом наказного атамана в Уральске, в котором останавливался Пушкин в 1833 году

 22 сентября поэт осматривал старинный район города — Курени, где разворачивались события в ходе осады городовой крепости пугачёвцами. У стен собора Михаила Архангела в то время ещё сохранились остатки рва, вала и крепостных батарей «ретраншмента», за которыми оборонялся правительственный гарнизон во главе с подполковником Симоновым и капитаном Крыловым (отцом знаменитого баснописца). Пушкин заглянул в добротный каменный дом атамана Бородина, в котором жил Пугачёв в дни своего пребывания в Яицком городке, и где он праздновал свою свадьбу с 17-летней Устиньей Кузнецовой. По уже сложившейся в эти дни традиции, вечером Пушкин беседовал со стариками — очевидцами событий восстания. Одним из собеседников поэта был Михаил Пьянов, сын казака Дениса Пьянова, которому Пугачёв первому объявил о своём «царском» звании. В записной книжке Пушкина сохранились заметки о беседе: «Расскажи мне, — говорил я ему, — как Пугачёв был у тебя посаженным отцом». — «Он для тебя Пугачёв, — отвечал мне сердито старик, — а для меня он был великий Государь Пётр Фёдорович». Пьянов же вспоминал, как Пугачёв жаловался его отцу: «Улица моя тесна!» Эту выразительную фразу Пушкин привёл и в «Истории Пугачёва», её же он позднее вложил в уста Пугачёва в разговоре с Петром Гринёвым: «Улица моя тесна, воли мне мало…» В «Замечаниях о бунте» Пушкин напишет по итогам разговоров в Уральске: "Уральские казаки (особливо старые люди) доныне привязаны к памяти Пугачёва. Когда упоминал я о скотской его жестокости, старики оправдывали его, говоря: «Не его воля была; наши пьяницы его мутили». 23 сентября, после прощального обеда с атаманом и офицерами Уральского войска, Пушкин выехал через Симбирск в Болдино.

### Болдинская осень 1833 года
По приезде 1 октября в Болдино Пушкин начал приводить в порядок собранные материалы. Кроме переписки набело «Истории Пугачёва», в эту Болдинскую осень он написал ещё много других произведений: поэмы «Медный всадник» и «Анджело», «Сказку о мёртвой царевне и о семи богатырях», «Сказку о рыбаке и рыбке», «Пиковую даму» и целый ряд стихотворений. Известно, что черновик хронологически полного текста «Истории Пугачёва» был готов до поездки по местам восстания, в мае 1833 года с ним знакомился Н. В. Гоголь. В Болдине текст был переработан полностью, но рабочие черновики не сохранились. Впрочем, и беловые записи текста были заполнены огромным количеством вставок и исправлений, перестановок кусков текста местами.
Пушкиновед Н. Н. Петрунина считает, что болдинских черновых записей не было, Пушкин использовал в качестве таковых свои петербургские наброски и в Болдино писал «Историю Пугачёва» сразу набело. В качестве основы для рукописи служили сложенные пополам листы, на одной половине которых размещался беловой текст, а вторая половина служила для правок и позднейших вставок. По мере работы эти беловые записи приняли вид черновика, задокументировавшие свидетельства работы поэта и историка. В письмах супруге из Болдино Пушкин сообщал ей о ходе своей работы и в письме от 11 октября попросил Наталью Николаевну зайти к Плетнёву и попросить его законспектировать для него все указы Екатерины II, касавшиеся Пугачёва. 2 ноября Пушкин начал полную переработку своего предисловия к «Истории…», считается, что к этому времени основной текст исторического исследования был им завершён. Впрочем, сам Александр Сергеевич считал, что без ознакомления с секретными документами следствия и суда над Пугачёвым, его труд не мог считаться полным: «Будущий историк, коему позволено будет распечатать дело о Пугачёве, легко исправит и дополнит мой труд — конечно, несовершенный, но добросовестный».

## Публикация и отзывы современников
Почти сразу по приезде в Петербург 20 ноября Пушкин начал переписывать набело начальные главы «Истории Пугачёва». В письме графу А. Х. Бенкендорфу 6 декабря 1833 года, в день именин Николая I, Пушкин сообщил, что «написал Историю Пугачёвщины» и просил «дозволения представить оную на Высочайшее рассмотрение». Николай I в ходе приёма 9 декабря передал через Бенкендорфа своё согласие ознакомиться с рукописью и на следующий день Бенкендорф пишет Пушкину: «Что касается до рукописи Вашей, История Пугачёвщины, то оную покорнейше прошу Вас доставить ко мне». Пушкин был вызван на приём к Бенкендорфу 12 декабря, после чего первые пять глав «Истории…» были переданы на ознакомление Николаю. Работа над текстом, включая главы, уже отправленные императору, тем временем была продолжена. 18 января 1834 года на балу у графа Бобринского Николай в разговоре с Пушкиным заметил: «Жаль, что я не знал что ты о нём (Пугачёве) пишешь; я бы тебя познакомил с его сестрицей, которая три недели тому умерла в крепости Эрлингфорской». Речь шла о последней из дочерей Пугачёва — Аграфене, умершей в Кексгольме за несколько месяцев до разговора с поэтом, возможно, что Николай спутал детали давнего доклада.
Николай I одобрил сочинение, вернув Пушкину рукопись 29 января через В. А. Жуковского с рядом замечаний, в основном стилистического характера, неодобрение Николая вызывают места, на его взгляд написанные с излишним сочувствием к восставшим, а также ненужная на его взгляд в историческом труде поэтичность — Пушкину пришлось убрать рассказ о плаче матери казака Разина в том приложений. 11 февраля Пушкин передаёт Бенкендорфу вторую часть «Истории…» — главы VI—VIII, одобрение которых было получено 8 марта. 24 марта 1834 года Бенкендорф сообщил Пушкину: «…его императорскому величеству благоугодно было собственноручно написать вместо История Пугачёва, — История Пугачёвского бунта…» В целом все замечания Николая I не затронули «основной линии исторического труда Пушкина, были направлены на изменение характера изложения, не вторгаясь в существо описываемых событий, логика которых говорила сама за себя».

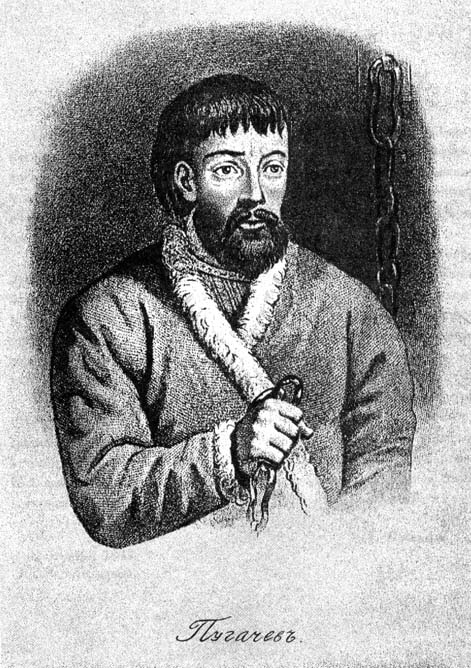
Емельян Пугачёв. Портрет, приложенный к изданию «Истории пугачёвского бунта» А. С. Пушкина, 1834

Издание осуществлялось в государственной типографии Канцелярии II отделения, подведомственной М. М. Сперанскому, директором которой был лицейский товарищ Пушкина М. Л. Яковлев. Первоначально предполагалось печатать историю «на собственное его, Пушкина, иждивение», но уже 8 марта Сперанский, после разговора с Николаем I, приказывает: «Высочайше повелено напечатать без цензуры, как сочинение уже удостоенное высочайшего прочтения и на казённый счёт». 3 июля Пушкин попросил Яковлева о тираже в 3 тысячи экземпляров, оговорив, что 1200 из них будет напечатано за казённый счёт, а бумагу для 1800 экземпляров он доставит в типографию за свой счёт. В цензурной рукописи пушкинский текст был разбит на два тома; первый включал главы I—V, второй — главы VI—VIII (в рукописном варианте, сданном в типографию было девять глав, но VIII глава показалась Яковлеву неприемлемо короткой и Пушкин дал согласие объединить две финальные главы в одну). Сдав в типографию 5 июля первый том «Истории Пугачёва», а 17 июля — второй том, Пушкин приступил к написанию примечаний. Примечания Пушкина к тексту «Истории…», а также том с приложениями — рукописями участников и очевидцев событий, рядом архивных документов, к цензуре Пушкиным не представлялись. По мнению Петруниной, поэтом была достигнута устная договорённость с Николаем о включении в его труда ряда архивных документов. Таким образом поэт избежал необходимости согласовывать том приложений с Цензурным комитетом.
Период подготовки к печати «Истории Пугачёвского бунта» совпал с кризисом отношений поэта с Николаем I: измученный финансовыми проблемами, недовольный своим положением при дворе, Пушкин подал в отставку со службы и Николай подписал его прошение. Поэт просил оставить ему возможность работать в государственных архивах, но Бенкендорф сообщил, что это право даётся лишь тем, кому оно положено по службе. Жуковский убедил Пушкина отозвать своё прошение об отставке и поэт принял совет друга. В письмах Николаю и Бенкендорфу Александр Сергеевич назвал свою просьбу об отставке необдуманной и просил не давать ей ход. Конфликт был улажен, Пушкин получил разрешение на трёхмесячный отпуск. Закончив правки сигнальных типографских экземпляров «Истории…», 16 августа Пушкин смог отправиться к семье в Полотняный завод. 22 августа в печати вышли первые объявления о скором выходе сочинения Александра Пушкина «История Пугачёвского бунта» в 2 томах. К ноябрю 1834 года печатание «Истории Пугачёвского бунта» было окончено, но Пушкин решил предварить её выход публикацией двух исторических документов — следственных показаний жены Пугачёва и показаний атамана Фомина, включённых им в примечание к IV главе — они были напечатаны в ноябрьском номере «Библиотеки для чтения».
В письме Бенкендорфу от 23 ноября Пушкин сообщает о том, что его сочинение о Пугачёве уже отпечатано и просит о возможности представить первый экземпляр императору вместе с частью документов, которые он не решился вставить в текст примечаний и приложений. Так как печать была осуществлена за счёт казны, потребовалось ещё одно обращение Бенкендорфу о разрешении выдачи тиража Пушкину для распространения. 18 декабря Николай пишет, что разрешает выдачу при условии, что в печать не попало ничего из того, с чем он не был бы предварительно ознакомлен. 24 декабря тираж передан Пушкину, но заказанный им портрет Пугачёва ещё не был готов, первым покупателям книги выдаётся специальный билет для получения портрета позднее.
«История Пугачёвского бунта» вышла в свет в декабре 1834 года в количестве 3000 экземпляров, но успеха у читателей не имела. М. П. Погодин записал в своём дневнике в начале января 1835 года: «Прочёл Пугачёва. — Занимательная повесть. <…> Ругают Пушкина за Пугачёва». Первой появилась рецензия в «Сыне отечества» за подписью «П. К.» (имя её автора, В. Б. Броневского, автора «Истории войска Донского», стало известно лишь в июне 1836 года), в которой высказывалось сожаление, что Пушкин не написал «Историю Пугачёва» «кистию Байрона». По мнению Броневского, труд Пушкина был написан слишком сухо и автор не смог передать весь ужас этого эпизода российской истории: автору «не рассудилось осветить свои труды надлежащим светом…, не угодно было взглянуть на своё творение с надлежащей точки зрения и покрыть его колоритом пугачёвщины и всех ужасов сего страшного периода времени».
Спустя месяц после выхода рецензии в «Сыне отечества», в полемику с ней вступил Е. Ф. Розен, отметивший заслугу Пушкина в том, что тот «не убоялся неодобрения многих, чтобы только угодить строгим ценителям его труда». По мнению Розена, скорее в заслугу Пушкину должно было быть поставлено, что он «сумел быть не поэтом в истории» и сохранил научный стиль и лаконичность языка своего труда. При этом Розен посетовал, что Пушкин не уделил должного внимания личности самого Пугачёва, не раскрыл «зачинание его порочных мыслей и тайные пружины, способствующие к развитию его душевного разврата».
По мнению автора оставшегося неподписанным отзыва на выход «Истории…» в «Русском инвалиде» (по мнению пушкиноведов принадлежавшем редактору А. Ф. Воейкову), — «знаменитый поэт не уронил себя в новом произведении. Первый шаг его на историческом поприще есть блистательный подвиг, который ещё более упрочит прежнюю славу». В рецензии делалось предположение, что труд о Пугачёве — лишь проба пера Пушкина в новой для себя области перед предстоящим многолетним трудом об эпохе Петра.
Осенью 1835 года вышла рецензия на исторический труд Пушкина в Библиотеке для чтения, также оставшаяся анонимной и принадлежавшая скорее всего редактору издания О. И. Сенковскому. Автор рецензии упрекал Пушкина в выборе темы, по его мнению некоторые исторические эпизоды в истории государства вполне можно было бы оставить без внимания, так как они никак не повлияли на общий её ход. По крайней мере, сам труд не стоило называть Историей: «…бунт обольщённой и пьяной черни в отдалённой провинции, не имевший никакого влияния на общую судьбу государства, ни в чём не изменившей ни внешней, ни внутренней политики, не может быть предметом настоящей истории…» Тем не менее, рецензент отмечал заслугу Пушкина в написании портрета сложной и противоречивой фигуры предводителя восстания.
В конце февраля 1834 года Пушкин записал в дневнике: «В публике очень бранят моего Пугачёва <…> Уваров большой подлец. Он кричит о моей книге как о возмутительном сочинении». В письме к Пушкину от 10 апреля 1835 года И. И. Дмитриев успокаивал его: «Сочинение ваше подвергалось и здесь разным толкам, довольно смешным, но никогда дельным, одни дивились, как вы смели напоминать о том, что некогда велено было предать забвению. — Нужды нет, что осталась бы прореха в Р.<усской> истории». Рецензия М. П. Погодина, предназначавшаяся для «Московского наблюдателя», осталась при жизни Пушкина неопубликованной и была напечатана только в 1865 году. Погодин отметил, что «История Пугачёва» «имеет гораздо больше достоинства литературного, чем исторического, хотя богата и последним» и выделил как литературные достоинства её «простоту слога, безыскусственность, верность и какую-то меткость выражений».

### Печатные и рукописные источники

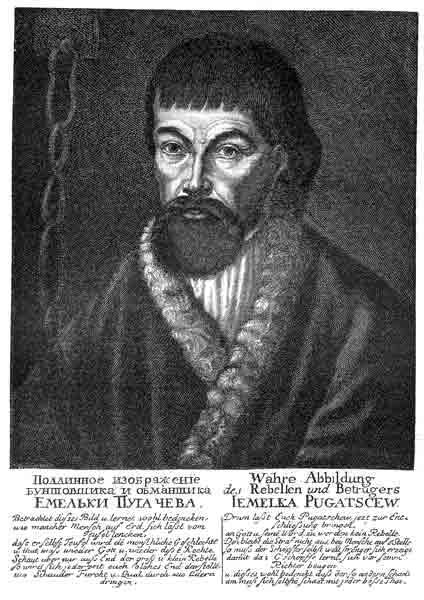
Копия рисунка с портретом Пугачёва, выполненного по заказу Рычкова